# 逗子町
逗子町（ずしまち）は、神奈川県の東南部、三浦郡に属していた町。

## 地理
- 河川:田越川
- 山:二子山、鷹取山、披露山
- 施設:横須賀海軍工廠造兵部火工工場久木分工場

## 歴史
- 1884年（明治17年）7月3日、郡区町村編制法により、桜山村、逗子村、山野根村、沼間村、池子村、久木村および小坪村が連合し、逗子村外六ヶ村が成立[1]。戸長役場は延命寺に置かれる。
- 1889年（明治22年）4月1日 - 市町村制施行により、逗子村外六ヶ村を構成する7つの村が合併して三浦郡田越村（たごえむら）が成立。初代村長は高橋安行[1]。村役場は引き続き延命寺に置かれる。
  - 6月16日 - 官設鉄道（後の横須賀線）大船駅 - 横須賀駅間が開通し、逗子駅が開業。
- 1901年（明治34年）3月10日 - 逗子郵便受取所（後の逗子郵便局）が開設される[2]。
- 1903年（明治36年） - 私立第二開成中学校（現在の逗子開成中学校・高等学校）が開校。
- 1910年（明治43年）4月 - 横須賀警察署葉山分署（後の葉山警察署。逗子警察署の前身）を設置。
- 1913年（大正2年）4月1日 - 町制施行し、逗子町へ改称。
- 1920年（大正9年）4月1日 - 鎌倉三崎線、逗子停車場線、逗子田浦線、横浜逗子線が県道認定される[3]。
- 1922年（大正11年）4月10日 - 町立逗子実科高等女学校（現在の神奈川県立逗子高等学校）が開校。
- 1929年（昭和4年） - 岩下家一らが主導する逗子海岸（大崎地先）埋立計画で町政が混乱する。都市ガスが敷設される。
  - 6月25日 - 逗子停車場三戸線が、県道認定される。
- 1930年（昭和5年）4月1日 - 湘南電気鉄道（後の京浜急行電鉄）逗子線開業、湘南逗子駅（後の逗子・葉山駅）開設。
- 1931年（昭和6年）4月1日 - 湘南電気鉄道神武寺駅が仮駅で開業。
- 1933年（昭和8年） - 神奈川県営水道が営業開始。
  - 11月15日 - 前述の逗子海岸の埋立地に建立した不如帰碑が除幕。
  - 12月1日 - 葉山逗子停車場線が、県道認定される。
- 1937年（昭和12年） - 町役場完成（総工費45,000円）。海軍により、久木北部から池子にかけた一帯が弾薬庫用地として買収される（後の池子倉庫）。
- 1938年（昭和13年） - 池子倉庫（後の池子住宅地区及び海軍補助施設）が設置される。
- 1942年（昭和17年） - 湘南女学塾（現在の聖和学院中学校・高等学校）が開校。
- 1943年（昭和18年）4月1日 - 浦賀町、長井町、大楠町、北下浦村および武山村とともに横須賀市へ編入される。
海軍の要請により、横須賀市を大軍都とすべく強制合併させられる。

## 行政

### 歴代村長
歴代の田越村村長
| 代 | 人 | 氏名         | 就任                       | 退任                      | 備考 |
| -- | -- | ------------ | -------------------------- | ------------------------- | ---- |
| 1  | 1  | 高橋安行     | 1889年（明治22年）5月23日  | 1890年（明治23年）7月28日 |      |
| 2  | 2  | 高松佐織     | 1890年（明治23年）8月7日   | 1893年（明治26年）9月29日 |      |
| 3  | 3  | 桐ヶ谷良吉   | 1893年（明治26年）10月18日 | 1898年（明治31年）5月1日  |      |
| 4  | 4  | 林半助       | 1898年（明治31年）5月20日  | 1901年（明治34年）2月8日  |      |
| 5  | 5  | 鈴木久左衛門 | 1901年（明治34年）3月6日   | 1902年（明治35年）7月28日 |      |
| 6  | 6  | 小林藤三郎   | 1902年（明治35年）8月2日   | 1906年（明治39年）8月1日  |      |
| 7  | 3  | 桐ヶ谷良吉   | 1906年（明治39年）8月2日   | 1910年（明治43年）8月1日  |      |
| 8  | 7  | 桐ヶ谷新助   | 1910年（明治43年）8月20日  | 1912年（大正元年）11月8日 |      |

### 歴代町長
歴代の逗子町長
| 代 | 人 | 氏名       | 就任                       | 退任                       | 備考                 |
| -- | -- | ---------- | -------------------------- | -------------------------- | -------------------- |
| 1  | 1  | 菊池兵之助 | 1912年 (大正元年) 11月30日 | 1916年（大正5年）4月14日   |                      |
| 2  | 2  | 池田敏介   | 1916年（大正5年）11月26日  | 1920年（大正9年）10月25日  |                      |
| 3  | 3  | 小林章司   | 1920年（大正9年）11月12日  | 1929年（昭和4年）7月5日    |                      |
| 4  | 4  | 篠原忠次郎 | 1929年（昭和4年）7月6日    | 1929年（昭和4年）11月23日  |                      |
| 5  | 5  | 藤宮惟一   | 1929年（昭和4年）11月24日  | 1932年（昭和7年）3月10日   |                      |
| 6  | 6  | 鈴木隆雄   | 1932年（昭和7年）3月11日   | 1932年（昭和7年）4月5日    |                      |
| 7  | 7  | 伊藤龍雄   | 1932年（昭和7年）4月6日    | 1937年（昭和12年）11月27日 |                      |
| 8  | 8  | 松岡富義   | 1939年（昭和13年）3月17日  | 1943年（昭和18年）3月31日  | 横須賀市に合併される |

## 地域

### 教育
- 逗子町立逗子実科高等女学校 - 現在の神奈川県立逗子高等学校
- 逗子開成中学校 - 現在の逗子開成中学校・高等学校
- 湘南女学塾 - 現在の聖和学院中学校・高等学校
- 逗子町第一国民学校 - 現在の逗子市立逗子小学校
- 逗子町第二国民学校 - 現在の逗子市立小坪小学校

## 交通

### 鉄道路線
- 日本国有鉄道
  - 横須賀線
- 逗子駅 -
- 京浜急行電鉄
  - 逗子線
- 神武寺駅 - 新逗子駅（現・逗子・葉山駅）

### 道路
- 県道鎌倉三崎線 - 現在の神奈川県道311号鎌倉葉山線および国道134号
- 県道横浜逗子線 - 現在の神奈川県道205号金沢逗子線
- 県道逗子停車場線 - 現在の神奈川県道205号金沢逗子線および神奈川県道24号横須賀逗子線
- 県道逗子田浦線 - 現在の神奈川県道24号横須賀逗子線
- 県道逗子停車場三戸線 - 現在の神奈川県道311号鎌倉葉山線および国道134号
- 県道葉山逗子停車場線 - 現在の神奈川県道24号横須賀逗子線および神奈川県道207号森戸海岸線